# Marcus Palm
Einar Marcus Palm född 19 september 1972 i Lundby, är en svensk skådespelare och komiker.
Marcus Palm har turnerat som ståuppkomiker sedan 1997. 1994 gick han ut Nordiska Teaterskolan och sedan vidareutbildade han sig i tre år på Drama Center i Göteborg. Sedan 1995 har han frilansat som skådespelare inom teater, film och TV. Han är en av idéskaparna till TV-showen Dubbat som gick på SVT 1 våren 2008. Han har figurerat i program som Mäklarna, Stockholm Live, Robins, Hjälp! och Dubbat. Palm hade år 2000 en huvudroll i thrillern Det okända i regi av Michael Hjorth.

## Filmografi
- 1996 – Juloratoriet
- 1999 – Noll tolerans
- 2000 – Det okända
- 2001 – Jacobs frestelse
- 2002 – Hundtricket
- 2006 – Inga tårar

## TV
- 2008 - Det sociala spelet
- 2008 - Dubbat
- 2007 - Stockholm Live
- 2007 - Hjälp!
- 2006 - Mäklarna
- 2006 - Humorlabbet Spritzer
- 2006 - Robins
- 2005 - Kommissionen
- 2005 - Hon och Hannes
- 2004 - Om Stig Petrés hemlighet
- 2000 - Hotel Seger
- 1999 - Croque Monsieur
- 1999 - Vita lögner
- 1999 - Skilda världar
- 1998 - OP7
- 1998 - Vänner och fiender
- 1998 - Beck - Vita nätter (TV-film)
- 1997 - En fyra för tre